# リコカツ
『リコカツ』は、2021年4月16日から6月18日までTBSテレビ系「金曜ドラマ」で放送されたテレビドラマ。主演は北川景子。民放公式テレビポータル『TVer』の番組別再生回数で歴代1位を記録するなどヒット作となった。

## あらすじ
雑誌編集者の水口咲は自衛官の緒原紘一と運命的な出会いを経て結婚。周囲からも祝福されるが、早い段階で反りが合わず離婚を決意。しかし、その旨を周囲に伝えることが出来ず、水面下で離婚に向けた活動（リコカツ）を開始する。

## キャスト

### 主要人物
水口咲（みずぐち さき）→  緒原咲（おばら さき）〈33〉
演 - 北川景子（9歳時：稲垣来泉）
本作品の主人公。泉潮社のファッション誌編集部員。誰もが嫉妬するほどの美女。雪山遭難をした際に紘一に助けられ、その縁で彼とデートをした際にプロポーズされ、交際0日にして結婚。しかし、次第に分かってきた彼との価値観や生活習慣の差異に限界を感じ、離婚話を切り出す。後に、文芸部に異動となる。
緒原紘一（おばら こういち）
演 - 永山瑛太（幼少期：盛永晶月）
航空自衛隊・航空救難団のエース隊員。1等空曹。咲が雪山遭難した際に救助に駆けつけ、そこで彼女の笑顔を見て「この人を守るためにこの仕事に就いたんだと思った」と運命を感じ、初デートにして彼女に熱烈なプロポーズを行う。受け入れられて晴れて結婚したものの彼女から不満を漏らされ、自身も「思っていた結婚生活と違う」として離婚協議に乗る。現代では珍しい昔気質な性格である。

### 水口家
水口武史（みずぐち たけし）
演 - 佐野史郎（第壱話 - 第参話） → 平田満（第四話 - ）
咲の父。大手広告代理店の経理部に勤務していた。
水口美土里（みずぐち みどり）
演 - 三石琴乃
咲の母。エッセイ本が人気の美魔女モデル。
武史が浮気していることを明確に認めたことが許せず、離婚するつもりで咲と紘一の新居に押しかける。
鹿浜楓（しかはま かえで）
演 - 平岩紙（少女期：高丸えみり）
咲の姉。母・美土里と同じく夫との離婚を画策している。
鹿浜梓（しかはま あずさ）〈8〉
演 - 夏野琴子
楓の娘。小学2年生。

### 咲の関係者
青山貴也（あおやま たかや）
演 - 高橋光臣
弁護士。咲の元カレ。
水無月連（みなづき れん）
演 - 白洲迅（第3話 - ）
恋愛小説家。本名は山田幸男。
三本木なつみ（さんぼんぎ なつみ）
演 - 大野いと（第1話 - 第4話、最終話）
泉潮社のファッション誌編集部員。咲の後輩。
大崎哲郎（おおさき てつろう）
演 - 松永天馬（第1話 - 第4話、第9話、最終話）
泉潮社のファッション誌「marie claire mode」編集長。
小松原京子（こまつばら きょうこ）
演 - 濱田マリ（第4話 - ）
泉潮社の文芸部長。
岩田三十五（いわた みつこ）
演 - 椿原愛（第4話 - ）
泉潮社の文芸部編集員。

### 緒原家
緒原正（おばら ただし）
演 - 酒向芳
紘一の父。元自衛官。亭主関白。
緒原薫（おばら かおる）
演 - 宮崎美子
紘一の母。
正に結婚指輪と離婚届を残して家出し、箱根の温泉旅館「陣屋」で住み込みの仲居として自立する。

### 紘一の関係者
一ノ瀬純（いちのせ じゅん）
演 - 田辺桃子
紘一の航空救難団での後輩。救難ヘリコプターの副パイロット。3等空尉のため紘一よりも３つ上の上官にあたる。
紘一へ好意を伝える前に紘一が咲と結婚してしまったため、バーベキューの際に咲を虚偽の理由で森へ誘って作為的に置き去りにしたり、美土里の誕生日パーティーにおでんと筑前煮を持ってくるなど咲に嫌がらせを行なう。
重森敦（しげもり あつし）
演 - 菅原卓磨
航空救難団百里救難隊長。救難ヘリコプターのパイロット。2等空佐。
早乙女大（さおとめ だい）
演 - 池田大
航空救難団百里救難隊メディック（救難員）。2等空曹。
狩場学（かりば まなぶ）
演 - 吉田涼哉
航空救難団百里救難隊の機上整備員。空士長。
谷雅樹（たに まさき）
演 - 柴田勇貴
航空救難団百里救難隊メディック（救難員）。空士長。

### その他
城木里奈（しろき りな）
演 - 中田クルミ（第弐話・第伍話・第八話・最終話）
咲の父・武史と怪しい関係を持つ女性。
立川誠実（たちかわ せいじ）
演 - 中山麻聖（第弐話・第四話・第九話）
咲の母・美土里の新著を担当するフリーの編集者。
松山あざみ（まつやま あざみ）
演 - 松川星（第弐話・第参話・第九話）
箱根の温泉旅館「陣屋」の仲居。薫の年下の先輩。

### ゲスト

#### 第壱話
中谷ユミ（なかたに ユミ）
演 - 武田玲奈（第弐話）
泉潮社の編集部員。咲の後輩。自分の企画が没にされ咲の企画が採用されたことを「咲の見た目がいいから採用された」と逆恨みし、咲からパワハラを受けたと人事部に音声データを送って告発し、編集の仕事から追い払おうとする。
人事部長
演 - 奥田達士
泉潮社の人事部長。ユミの告発をパワハラをしたとまでは言えないと判断しつつも、チームの足並みが乱れているとして会社のために咲に企画を断念するようにと通告する。
まさみ
演 - 天木じゅん
ジムにいた女性。夫が紘一を彼女の浮気相手だと誤認したため、居合わせた貴也が誤解を解いた。
まさみの夫
演 - ねりお弘晃
紘一を妻の浮気相手と誤認し襲い掛かり紘一の首を絞めるが、紘一は微動だにしなかった。
安井
演 - やす子（第弐話・最終話）
紘一の同僚である自衛隊幹部候補生。結婚披露宴の司会をしたほか、バーベキューにも参加していた。
食堂のおばちゃん
演 - 小柳友貴美（第七話・第八話）
八代英輝
演 - 八代英輝（本人役）
離婚指南本「リコカツのススメ」の帯に推薦文とともに顔写真が掲載されている。

#### 第弐話
吉良尚人/吉良朋美
演 - 谷田歩/月船さらら（第参話）
ラルフ・ローレンのバイスプレジデントとマーケティングディレクターの夫婦。
理想のパートナーのライフスタイルとファッションを紹介する記事の企画を泉潮社からオファーされ、取材を受けるのに記事の担当者を直接会って決めるという条件を提示し、担当者を深く知るために咲と紘一がパーティーに出席することを要請する。
早乙女の妻
演 - 芳野友美

#### 第四話
編集者
演 - コッセこういち
水無月の担当だったがクビにされる。

#### 第六話
新婚夫婦
演 - あかせあかり /宮下兼史鷹（宮下草薙）
紘一が不動産屋を介して部屋を売却する段取りをしたところ、内見に訪れた購入検討者。古いと文句を言いつつも部屋を気に入り手続きを進めたが、引き続き咲が住むことにしたため契約には至らなかった。

#### 第八話
よし邑のホール係
演 - 上埜すみれ
紘一が咲と貴也の「デイト」のためにセッティングした懐石料理屋のスタッフ。

#### 第九話
小山田（おやまだ）
演 - 吉田ウーロン太
箱根の温泉旅館「陣屋」の支配人。

## スタッフ
- 脚本 - 泉澤陽子
- 音楽 - 井筒昭雄
- 主題歌 - 米津玄師「Pale Blue」（ソニー・ミュージックレーベルズ）[18]
- 特別協力 - 航空自衛隊、航空救難団、百里救難隊、百里基地、航空幕僚監部広報部
- 雑誌協力 - marie claire
- 医療監修 - 吉本賢隆
- プロデューサー - 植田博樹、吉藤芽衣
- 演出 - 坪井敏雄、鈴木早苗、韓哲、小牧桜
- 製作著作 - TBS

## 放送日程
| 放送回                                                                      | 放送日  | サブタイトル                                 | 演出     | 視聴率 |
| --------------------------------------------------------------------------- | ------- | -------------------------------------------- | -------- | ------ |
| 第壱話                                                                      | 4月16日 | 結婚は離婚のはじまり!?                       | 坪井敏雄 | 9.7%   |
| 第弐話                                                                      | 4月23日 | 離婚の準備は偽装夫婦から                     | 坪井敏雄 | 9.4%   |
| 第参話                                                                      | 4月30日 | うれし恥ずかし偽装の新婚旅行                 | 鈴木早苗 | 7.6%   |
| 第四話                                                                      | 5月07日 | 誕生会が地獄絵図へ… 全員離婚の結末は!?       | 韓哲     | 8.9%   |
| 第伍話                                                                      | 5月14日 | ついにホントの新婚生活、開始!?               | 坪井敏雄 | 9.0%   |
| 第六話                                                                      | 5月21日 | 家売る夫婦の最後                             | 小牧桜   | 9.1%   |
| 第七話                                                                      | 5月28日 | 離婚宣言! そして、新たな恋の予感…!?          | 鈴木早苗 | 9.0%   |
| 第八話                                                                      | 6月04日 | リコカツからの即再婚!? 願うのはあなたの幸せ… | 韓哲     | 9.7%   |
| 第九話                                                                      | 6月11日 | あなたが見据えた未来に、私も…                | 坪井敏雄 | 9.0%   |
| 最終話                                                                      | 6月18日 | 離婚から始まった恋の結末… あなたと、ずっと…  | 坪井敏雄 | 9.1%   |
| 平均視聴率 9.1%（視聴率はビデオリサーチ調べ、関東地区・世帯・リアルタイム） |         |                                              |          |        |

## 映像ソフト
- 「リコカツ」Blu-ray、DVD BOX 発売日：2021年11月24日

## スピンオフドラマ
『リコハイ!!』のタイトルで、動画配信サービスParaviにて本編の『リコカツ』放送終了後に毎回配信される。本編の主人公・咲と紘一が暮らすマンションのひとつ上の階の部屋で夫の宇治田崇に浮気をされた専業主婦の「サレ妻」宇治田希恵と、彼女の結城まりかに浮気をされたパティシエ見習いの「サレ彼」加賀谷健太の捨てられた2人の離婚ハイ状態（＝リコハイ）の奇妙な同居生活が描かれる。桜井と黒羽は本作での共演がきっかけで2022年1月に結婚した。

### キャスト（スピンオフドラマ）
- 宇治田希恵 - 桜井ユキ[21]
- 加賀谷健太 - 黒羽麻璃央[21]
- 結城まりか - 結城モエ[23]
- 宇治田崇 - 豊本明長（東京03）[23]

### ゲスト（スピンオフドラマ）
- 引越し業者 - アンダーパー（第3話・第4話）
- 左官の親方 - 具志堅用高（最終話）[24]

### スタッフ（スピンオフドラマ）
- 脚本 - 北川亜矢子
- 演出 - 高成麻畝子、小牧桜、丸毛典子
- 音楽 - 井筒昭雄
- プロデューサー - 吉藤芽衣
- ラインプロデューサー - 市山竜次（オフィスクレッシェンド）
- 制作協力 - オフィスクレッシェンド
- 製作著作 - TBS

### 配信日程（スピンオフドラマ）
| 各話   | 配信日  | サブタイトル                                        | 演出       |
| ------ | ------- | --------------------------------------------------- | ---------- |
| 第1話  | 4月16日 | サレ妻meetsサレ彼〜ちょっぴりエッチな同居生活開始!? | 高成麻畝子 |
| 第2話  | 4月23日 | 女の本音VS男の本音! それぞれのSEX論編               | 高成麻畝子 |
| 第3話  | 4月30日 | これもリコカツ?〜奇妙な同棲からはじまる…恋!?        | 丸毛典子   |
| 第4話  | 5月07日 | サレ妻VS不倫女!〜誰でもよかった女                   | 丸毛典子   |
| 第5話  | 5月14日 | やっちまった!!!〜リコハイは止められない             | 丸毛典子   |
| 第6話  | 5月21日 | 現実はけわしい〜全員集合で大修羅場!!                | 小牧桜     |
| 第7話  | 5月28日 | やっちまったPART2!!!〜ぐちゃぐちゃの離婚届の結末    | 小牧桜     |
| 第8話  | 6月04日 | ペディキュアの恋と激辛カレー                        | 小牧桜     |
| 第9話  | 6月11日 | 夫からの再プロポーズ!!〜ついにリコハイ終了!?        | 小牧桜     |
| 最終話 | 6月18日 | さらばリコハイ!〜名前のつけられない関係の結末       | 小牧桜     |

## 受賞
- 第108回ザテレビジョンドラマアカデミー賞
  - 助演男優賞（永山瑛太）[26]

## 漫画
ドラマの放送より先行してコミカライズが2021年3月26日からマンガボックスにて漫画版が連載開始され、2023年8月4日にかけて連載された。作画は松モトヤが担当。電子書籍のみ、全5巻。

## 小説
ノベライズが2021年6月16日に扶桑社から発売された。小説は百瀬しのぶが担当。全1巻。ISBN 978-4594088934

## その他
- 民放公式テレビポータル『TVer』の番組別再生回数で歴代1位を記録[2]。
- 2021年4月16日の初回放送で無料見逃し配信の再生回数がTBSドラマの歴代1位を記録[29]。
- 2021年5月7日放送の第4話で、文芸部へ異動となった咲が職場に持参した文庫本の中に『大恋愛〜僕を忘れる君と』（2018年10月期の「金曜ドラマ」の作品）の主人公である小説家・間宮真司（演 - ムロツヨシ）が劇中で著した小説『脳みそとアップルパイ』が登場する[30]。脚本の泉澤陽子は両作品に携わっている。
- 田辺桃子演じる一ノ瀬純は第4話での行動から、SNSを中心に「筑前煮女」と呼ばれ始め、北川景子の夫であるDAIGOが第6話放送終了後にTwitterで言及したこともあって、トレンド入りするほどそのあだ名が拡散した[31]。